# Гейлс (тауншип, Миннесота)
Гейлс (англ. Gales) — тауншип в округе Редвуд, Миннесота, США. На 2000 год его население составило 144 человека.

## География
По данным Бюро переписи населения США площадь тауншипа составляет 93,7 км², из которых 93,4 км² занимает суша, а 0,3 км² — вода (0,36 %).

## Демография
По данным переписи населения 2000 года здесь находились 144 человека, 50 домохозяйств и 43 семьи. Плотность населения —  1,5 чел./км². На территории тауншипа расположено 62 постройки со средней плотностью 0,7 построек на один квадратный километр. Расовый состав населения: 100,00 % белых.
Из 50 домохозяйств в 34,0 % воспитывались дети до 18 лет, в 78,0 % проживали супружеские пары, в 4,0 % проживали незамужние женщины и в 14,0 % домохозяйств проживали несемейные люди. 14,0 % домохозяйств состояли из одного человека, при том 2,0 % из — одиноких пожилых людей старше 65 лет. Средний размер домохозяйства — 2,88, а семьи — 3,16 человека.
27,1 % населения — младше 18 лет, 9,7 % — в возрасте от 18 до 24 лет, 29,9 % — от 25 до 44, 20,8 % — от 45 до 64, и 12,5 % — старше 65 лет. Средний возраст — 33 года. На каждые 100 женщин приходилось 97,3 мужчин. На каждые 100 женщин старше 18 приходилось 105,9 мужчин.
Средний годовой доход домохозяйства составлял 47 500 долларов, а средний годовой доход семьи —  47 500 долларов. Средний доход мужчин —  31 563  доллара, в то время как у женщин — 20 833. Доход на душу населения составил 16 554 доллара. За чертой бедности находились 10,4 % семей и 14,6 % всего населения тауншипа, из которых 24,6 % младше 18 лет.